# Gruppo di NGC 1762
Il Gruppo di NGC 1762 comprende almeno 27 galassie situate nella costellazione del Toro e di Orione.
La distanza media tra il centro di massa di questo gruppo e la nostra Via Lattea è di circa 216 milioni di anni luce (66,2 Mpc).

## Membri
I membri del Gruppo di NGC 1762 indicati nell'articolo di Garcia, sono riportati nella tabella sottostante.
| Nome        | Costellazione | Classificazione | Tipo                | RA (J2000.0)  | DEC (J2000.0) | Velocità radiale (km/s) | Magnitudine apparente | Distanza (Mpc) | Dimensioni (kal) |
| ----------- | ------------- | --------------- | ------------------- | ------------- | ------------- | ----------------------- | --------------------- | -------------- | ---------------- |
| IC 392      | Orione        | S0              | Lenticolare         | 04h 46m 25.7s | 03° 30′ 20″   | 4123 ± 1                | 12,7                  | 60,2 ± 4,2     | 96               |
| NGC 1590    | Toro          | S? pec          | Spirale             | 04h 31m 10.2s | 07° 37′ 51″   | 3897 ± 7                | 13,7                  | 56,4 ± 4,0     | 64               |
| NGC 1633    | Toro          | SAB(s)ab        | Spirale intermedia  | 04h 40m 09.1s | 07° 20′ 58″   | 4986 ± 2                | 13,5                  | 72,7 ± 5,1     | 69               |
| NGC 1642    | Toro          | SA(rs)c?        | Spirale             | 04h 42m 54.9s | 00° 37′ 07″   | 4623 ± 0                | 12,6                  | 67,5 ± 4,7     | 42               |
| NGC 1691    | Orione        | (R)SB0/a?(s)    | Lenticolare         | 04h 54m 38.3s | 03° 16′ 05″   | 4581 ± 10               | 12,0                  | 67,1 ± 4,7     | 113              |
| NGC 1713    | Orione        | cD E+           | Ellittica           | 04h 58m 54.6s | -00° 29′ 20″  | 4431 ± 20               | 12,7                  | 65,1 ± 4,6     | 134              |
| NGC 1719    | Orione        | Sa?             | Spirale             | 04h 59m 34.6s | -00° 15′ 38″  | 4164 ± 27               | 13,6                  | 61,1 ± 4,3     | 64               |
| NGC 1762    | Orione        | Sa?             | Spirale             | 04h 59m 34.6s | -00° 15′ 38″  | 4754 ± 2                | 12,6                  | 69,9 ± 4,9     | 149              |
| MCG 0-13-35 | Orione        | Sa?             | Spirale             | 04h 55m 58.5s | 02° 14′ 01″   | 4500 ± 49               | 14,05                 | 66,0 ± 4,7     | 59               |
| UGC 3059    | Toro          | SAdm            | Spirale magellanica | 04h 29m 42.4s | 03° 40′ 55″   | 4807 ± 3                | 14,3                  | 69,9 ± 4,9     | 199              |
| UGC 3061    | Toro          | S?              | Spirale             | 04h 30m 10.9s | 06° 56′ 38″   | 4374 ± 1                | 13,6                  | 63,5 ± 4,4     | 143              |
| UGC 3066    | Toro          | SAB(r)d?        | Spirale intermedia  | 04h 30m 58.1s | 05° 32′ 33″   | 4642 ± 2                | 14,0                  | 67,4 ± 4,7     | 129              |
| UGC 3117    | Toro          | SAB(s)c?        | Spirale intermedia  | 04h 38m 50.2s | 02° 50′ 41″   | 4626 ± 6                | 13,9                  | 67,4 ± 4,7     | 124              |
| UGC 3121    | Toro          | S?              | Spirale             | 04h 39m 45.0s | 03° 01′ 59″   | 4518 ± 30               | 14,8                  | 65,8 ± 4,6     | 101              |
| UGC 3122    | Toro          | SAB(rs)c        | Spirale intermedia  | 04h 39m 51.5s | 07° 03′ 19″   | 4687 ± 1                | 14,1                  | 68,3 ± 4,8     | 161              |
| UGC 3162    | Orione        | Scd?            | Spirale             | 04h 46m 52.3s | 08° 16′ 15″   | 4649 ± 1                | 13,07                 | 67,9 ± 4,8     | 75               |
| UGC 3181    | Orione        | SBb             | Spirale barrata     | 04h 50m 37.5s | 06° 00′ 32″   | 4613 ± 7                | 13,6                  | 67,5 ± 4,7     | 152              |
| UGC 3184    | Orione        | S?              | Spirale             | 04h 51m 41.6s | 05° 30′ 20″   | 4561 ± 7                | 10,581 ± 0,032a       | 66,7 ± 4,7     | 95               |
| UGC 3186    | Orione        | Scd?            | Spirale             | 04h 51m 46.0s | 03° 40′ 05″   | 4578 ± 2                | 13,45                 | 67,0 ± 4,7     | 92               |
| UGC 3193    | Orione        | SB(rs)ab?       | Spirale barrata     | 04h 52m 52.6s | 03° 03′ 26″   | 4454 ± 10               | 13,6                  | 65,2 ± 4,6     | 97               |
| UGC 3206    | Orione        | SAB(s)bc        | Spirale intermedia  | 04h 55m 58.3s | 02° 56′ 11″   | 4550 ± 7                | 14,5                  | 65,2 ± 4,6     | 81               |
| UGC 3207    | Orione        | SAB(rs)b pec?   | Spirale intermedia  | 04h 56m 09.8s | 02° 09′ 25″   | 4556 ± 3                | 13,5                  | 66,8 ± 4,4     | 187              |
| UGC 3211    | Orione        | SBcd?           | Spirale barrata     | 04h 57m 22.6s | 01° 53′ 39″   | 4188 ± 1                | 14,7                  | 51,4 ± 4,3     | 81               |
| UGC 3223    | Orione        | SBa             | Spirale barrata     | 04h 59m 09.4s | 04° 58′ 30″   | 4683 ± 13               | 13,1                  | 68,7 ± 4,8     | 106              |
| UGC 3224    | Orione        | Sb              | Spirale             | 04h 59m 21.1s | 05° 37′ 06″   | 4690 ± 7                | 13,0                  | 68,8 ± 4,8     | 115              |
| UGC 3231    | Orione        | SB(s)d?         | Spirale barrata     | 05h 02m 34.5s | 00° 14′ 41″   | 4834 ± 2                | 13,8                  | 71,1 ± 5,0     | 110              |
| UGC 3237    | Orione        | Scd?            | Spirale             | 05h 03m 27.6s | 00° 39′ 37″   | 4195 ± 2                | 14,6                  | 61,7 ± 4,3     | 87               |

- a Nel vicino infrarosso.

Il sito DeepskyLog permette di trovare agevolmente le costellazioni in cui sono situate le galassie; in alternativa si possono utilizzare le coordinate delle galassie per individuarle. Se non altrimenti indicato, le coordinate sono quelle fornite dal sito NASA/IPAC (National Aeronautics and Space Administration / Infrared Processing and Analysis Center).